# محوطه احمدآباد سفلی
محوطه احمدآباد سفلی مربوط به دوره نوسنگی است و در شهرستان کرمانشاه، بخش مرکزی، دهستان احمدآباد، ۴۰۰ متری غرب روستای احمدآباد سفلی واقع شده و این اثر در تاریخ ۲۶ اسفند ۱۳۸۶ با شمارهٔ ثبت ۲۱۸۰۶ به‌عنوان یکی از آثار ملی ایران به ثبت رسیده است.